# Mangialupi in drugi
Mangialupi in drugi je zbirka štirih humorističnih novel, ki jih je napisal  slovenski pisatelj Vladimir Bartol. Novele je izbral Boris Paternu, knjiga pa je izšla leta 2003 pri založbi Sanje. Prvi dve noveli spadata v Bartolovo predvojno novelistiko. Novela Zadnje gibalo je vzeta iz zbirke Al Araf(1935), novela Mavricij Terčelj pa iz romana Čudež na vasi(1984). Drugi dve noveli Mangialupi in umetniki ter Mangialupi in ženske je Bartol napisal v povojnem obdobju in sta najprej izšli v tržaški reviji Razgledi(1948,1949) kasneje pa v zbirki Tržaške humoreske(1957).

## Vsebina

#### Zadnje gibalo
V uvodu te novele je zgodba o astrologu Mc Howard, ki želi odkriti povezavo med gibanjem nebesnih teles in usodo ljudi. Temu sledi ljubezenska zgodba, ki se odvija v bogati meščanski družbi. Podjetnik Anton Jedliček prevara ženo Ilonko s svojo tajnico Vero. V isti noči pa tudi gospa Ilonka prevara moža z njegovim poslovnim partnerjem Leopoldom Stieglitzem. Pri vsakem akterju so v ozadju psihološki razlogi in pri vseh nastopi moralni »maček«, ki  ne traja dolgo, sam dogodek pa nima hujših posledic in se izkaže kot nedolžen splet naključij.

#### Mavricij Terčelj
V ozadju te novele je zgodba o hipnozi dveh deklet, ki se iz nje ne moreta zbuditi, dogodek pa vpliva na celotno vas Blatnih Vrh. V ospredju je revolucionar Mavricij Terčelj, reven kmet, ki bi rad z idejami stalinizma in marksizma prišel do moči. Njegov glavni nasprotnik in sovražnik je duhovnik Alojzij Hren, ki ga razburi Terčljev članek v levičarskem časopisu, zato ga zasliši in mu zagrozi z izgonom iz vasi.

#### Mangialupi in umetniki
Dogajanje je postavljeno v Trst, glavna junaka zgodbe pa sta slovenski novinar Jakomin Pertot in Italijan Ettore Mangialupi, preprodajalec umetnin. Mangialupi vodi Pertota od enega slikarja do drugega, skupaj obiskujeta razstave in sodelujeta v razpravah kritikov. Pertot je zelo kritičen do vseh umetnikov in z nobenim od njih ne najde skupnega jezika.  Mangialupijev cilj pa  je najti genija s katerim bi se lahko okoristil in obogatel.

#### Mangialupi in ženske
V tej noveli spet nastopata Jakomin Pertot in Ettore Mangialupi, tokrat v družbi ženske Amorette. Amoretta je lepotica, ki jo ima Mangialupi pod okriljem in jo obravnava kot svojo lastnino. Sprva ta ni naklonjena njegovemu prijatelju Pertotu, kmalu pa se med njima razvije posebno prijateljstvo, v času, ko je Mangialupi na poti. Na koncu zapusti oba in odide z bogatim ameriškim častnikom v Ameriko.

## Izdaje in prevodi
- Slovenska izdaja knjige iz leta 2003 (COBISS)